# Anthony Mamo
Anthony Joseph Mamo (9. ledna 1909 Birkirkara – 1. května 2008 Mosta) byl první prezident Malty poté, co se stala republikou (1974–1976), a její poslední generální guvernér, tedy zástupce britského monarchy (1971–1974). Tento post zastával jako první rodilý Malťan.
Vystudoval práva na Maltské univerzitě, kde v roce 1931 získal bakalářský titul a v roce 1934 titul doktora práv (LL.D). Zhruba rok pak pracoval jako advokát, ale poté ho zlákala veřejná služba. V říjnu 1936 byl jmenován členem komise, která byla pověřena úkolem přepracovat všechny maltské zákony. Dokončení tohoto úkolu trvalo šest let. Od roku 1942 sloužil jako korunní právník (crown counsel: v systému common law jde o soukromého právníka, který poskytuje služby vládě a působí jako státní žalobce). Později se stal generálním prokurátorem. Během druhé světové války poskytoval služby válečným uprchlíkům. V roce 1957 byl jmenován vrchním soudcem Malty. V roce 1959 mu byl udělen rytířský titul. Jako vrchní soudce sloužil až do roku 1971, kdy byl jmenován generálním guvernérem. Tím byl až do 13. prosince 1974, kdy byla Malta prohlášena republikou. Od tohoto data sloužil jako prezident, dokud jej 27. prosince 1976 nevystřídal Anton Buttigieg.
Mamo byl ženatý s Margaret Agiusovou od roku 1939 až do její smrti v roce 2002. Měli tři děti, dvě dcery a syna.